# Keles (district)
Keles is een Turks district in de provincie Bursa en telt 15.959 inwoners (2007). Het district heeft een oppervlakte van 657,3 km².
De bevolkingsontwikkeling van het district is weergegeven in onderstaande tabel.
| 1997   | 2000   | 2007   |
| ------ | ------ | ------ |
| 19.038 | 18.613 | 15.959 |